# Khaly Amar Fall
 (octobre 2017).
Si vous disposez d'ouvrages ou d'articles de référence ou si vous connaissez des sites web de qualité traitant du thème abordé ici, merci de compléter l'article en donnant les références utiles à sa vérifiabilité et en les liant à la section « Notes et références ».
Pour les articles homonymes, voir Fall.
Khaly Amar Fall (1555-1638?) fonde au début du XVIIe siècle (1603?) le centre islamique de Pire (département de Tivaouane au Sénégal), qui fut l'une des premières universités d'Afrique noire (l'université de Sankoré à Tombouctou fut plus ancienne). Quelques années plus tard, il y fonde également une mosquée.
Son père Pathé Kouly Fall est originaire du Cayor, tandis que sa mère Djégui Bâ est du Fouta.

## Postérité
Le mausolée Khaly Amar Fall à Pire figure sur la liste des sites et monuments historiques classés.
Son nom a été donné à une fondation et à l'auditorium de l'Université Cheikh Anta Diop.